# Почётная медаль Противовоздушной обороны

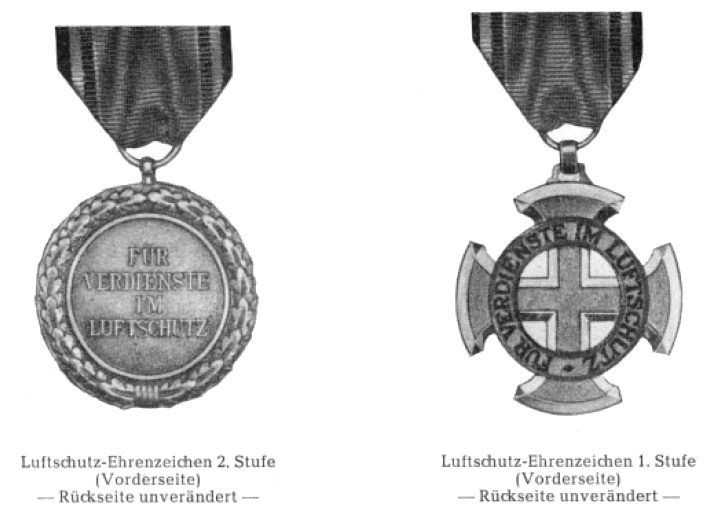
Разрешённая к ношению денацифированная версия 1957 года

Почётная медаль Противовоздушной обороны (нем. Luftschutz-Ehrenzeichen) — немецкая награда, учреждённая 30 января 1938 года по случаю пятой годовщины со дня прихода Адольфа Гитлера к власти. Вручалась за заслуги в области обеспечения воздушной безопасности и противовоздушной обороны.

## Положение о награде
Для награждения необходимо было проработать в службе ПВО не менее четырех лет, при этом достижение указанного срока не давало автоматического права на медаль. Нагрудным знаком также могли быть награждены иностранцы, за заслуги в обеспечении безопасности воздушного пространства Германии.
Награда имела две степени :
- II степени — за службу в противовоздушной обороны Германии после 30 января 1933 года и особый вклад к её развитие.
- I степень — выдающийся вклад в развитие противовоздушной обороны Германии.

В немецкой наградной системе того времени медаль имела определенный статус, поскольку разные её степени принципиально отличаются друг от друга по внешнему виду. II степень по форме была типичной медалью, в то время как I была выполенина в форме креста. При этом ленты были индетичными, за исключением планки с указанием степени. 
Гитлер оставил за собой право вручение данной медалью, хотя запрос рейхсминистра авиации на награду подавался в Рейхсканцелярию. При присуждении медали I степени служащий получатель получал сертификат, подписанный лично Гитлером, а в случае II — государственным министром и главой президентской канцелярии.
Все награждения публиковались в немецкой Reichsanzeiger и прусской Preußischen Staatsanzeiger государственным министром и главой президентской канцелярии. Затем рейхсминистр авиации также организовал публикацию объявления в «Luftwaffen-Verordnungsblatt».
Награда могла быть отозвана Гитлером за серьёзные проступки. За конфискацию отвечал имперский министр авиации.

## Описание награды

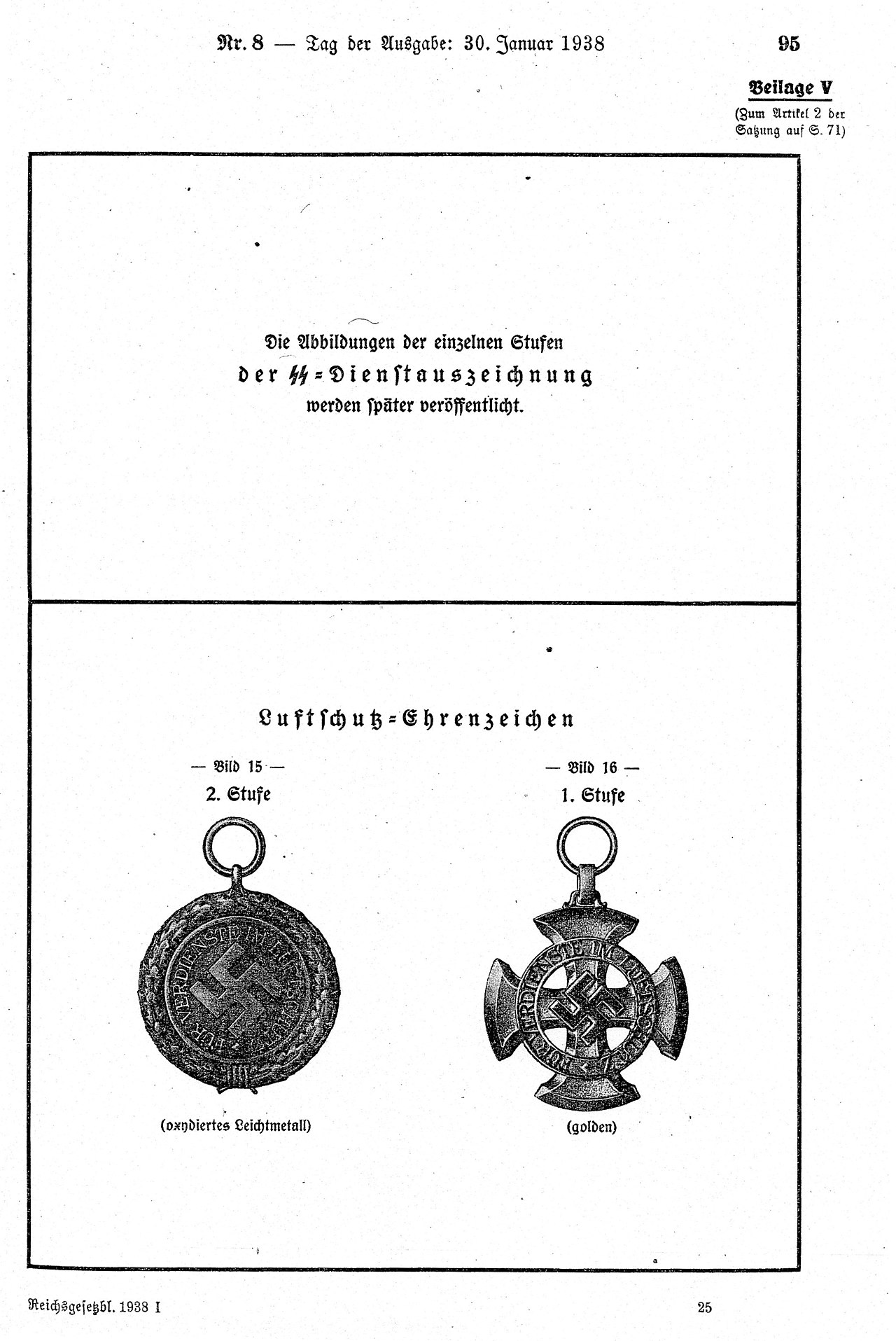
Иллюстрации из Reichsgesetzblatt

Медаль II степень была круглой формы, диаметром 40 мм, изготавливалась из оксидированного лёгкого металла. На аверсе была изображена свастика, окружённая венком из дубовых листьев и рельефной надписью: «FÜR VERDIENSTE IM LUFTSCHUTZ», а на реверсе такой же венок, но с годом «1938» в центре.
Медаль же I степени представляла собой четырехконечный золотой крест с фигурными ветвями, в центре которого была изображена свастика, окруженная надписью: «FÜR VERDIENSTE IM LUFTSCHUTZ».
Почетная медаль обеих степеней носилась на светло-фиолетовой ленте с черно-бело-красной каймой, на левой стороне груди, во второй петлице мундира или на маленькая пряжке для медали. При награждении I степенью предыдущая медаль оставался во владении получателя, но без права на ношение.